# 侯溪濱
侯溪濱（1927年—2021年11月20日），生於日治台灣嘉義廳樸仔腳支廳（今台灣嘉義縣朴子市），曾為中華民國軍人，退伍後從事豬肉零售販賣。其子侯友宜為新北市市長及2024年中華民國總統選舉代表中國國民黨的總統候選人。

## 生平
侯溪濱祖籍福建泉州府南安縣，在朴子出生。國民學校畢業後，因太平洋戰爭，應徵進入大日本帝國海軍為少年兵，至日本本土擔任少年工，為日本海軍生產與維修飛機。第二次世界大戰結束時，侯溪濱與其他少年工於1946年乘坐米山輪，途經九州，回到台灣基隆，李登輝曾搭同一艘船回到台灣。
據侯友宜接受訪談所說，其父侯溪濱在台灣光復後，因為有維修飛機專長，被徵召至山東青島的中華民國海軍服役。他考取在青島的東北海軍青島軍官學校（今中華民國海軍官校前身），曾至中國大陸東北受訓，之後參與國共內戰。隨著戰事擴大，侯溪濱隨部隊，由東北撤退到上海，於1949年回到台灣。作家管仁健認為，在1945年国民革命军第六十二军以及其下的国民革命军第95师由越南奉派至台灣駐防，第95師被縮編為整編第95旅時，曾在嘉義召募數千名台籍青年加入，侯溪濱應該是在此時應徵入伍。1947年，第95旅隨同第62軍被派往華北，改編成獨立第95師，隨後至東北參與遼瀋戰役。1948年，在塔山戰役中，獨立第95師遭到中國人民解放軍重創，傷亡超過三分之二。侯溪濱等殘部隨侯镜如後撤塘沽。在平津战役中再次遭到中國人民解放軍重擊，隨侯鏡如撤退至上海，被編入第75軍，參與上海戰役，負責鎮守上海龙华机场。在1950年舟山撤退之後，返回台灣。
在退伍後，侯溪濱回到朴子，在市場擺攤，成為豬肉販。晚年罹患失智症。2021年，在家中過世，享壽93歲。

## 家庭
其妻侯呂秀蓮（1931年—2022年05月23日），兩人生有四個子女。二子侯明鋒為外科醫師，專長為乳癌治療，在高雄醫學院任教，為高雄小港醫院院長。三子侯友宜曾為警察，現為新北市市長。
2022年，其妻侯呂秀蓮過世，享壽90歲。